# Нотис Сфакианакис
Нотис Сфакианакис (на гръцки: Νότης Σφακιανάκης) е гръцки музикален изпълнител.

## Биография
Панайотис Сфакианакис е роден на 2 ноември 1959 г. в Ираклио, остров Крит, но израства на остров Кос. Баща му е грък, а майка му – малоазиатка.
В първите си години сменя много работи – включително като дисководещ, електротехник, водопроводчик, строител и келнер. Сменянето на плочите не го удовлетворява, Сфакианакис иска да е на сцената. От 1976 до 1984 г. е в Германия и работи като диджей в клуб. След това се връща в Гърция и прави първите си стъпки като изпълнител. През 1985 основава своя група, с която прави кавъри на известни английски парчета. Не следва голям успех и Сфакианакис се връща обратно в Крит и обръща поглед към гръцката музика.
Талантът му бързо се развива. Среща се с Костас Бурмас, генералния мениджър на Сони за Гърция. Скоро след това, през 1991 година, записва първото си парче – „Προτη φορα“. И албумът, и сингълът „Προτη φορα“ влизат в гръцкия Топ 10. С това се отваря пътят към успеха.
През 1992 г. Сфакианакис последва своя ментор Бурмас в „ЕМИ“ и записва „You Are a Gun“. Постига и безпрецедентен успех, когато две песни от един и същи албум влизат в Топ 10 по едно и също време. Година по-късно, през 1994, записва „Με το ν και με το ς“ с два покоряващи хита „Λιγο, λιγο“ („Лека-полека“) и „Μα εσυ με καις“ („Ти ме изгаряш“). Песента „O αετος“ („Орелът“) става една от най-популярните гръцки песни на всички времена.
През март 1996 песента му „5o βημα“ („Петата крачка“), озаглавила и едноименния му албум, става най-продавания запис в гръцката история с над 200 000 продадени копия. Този албум съдържа и мега хита „Σώμα Mου“ (Soma Mou), популярен и в България. Двойният албум „Οι νοτες εισαι 7 ψυχες“, издаден през март 1998 г., засяга някои социални проблеми. В деня, в който се появява, албумът става платинен, a до 2001 е пет пъти платинен. Малко изненадващо, но до тази година Сфакианакис не е направил турне в Гърция. Поправя грешката си през 1998 г. Една година по-късно обикаля и Европа и за първи път Северна Америка. Резултатът е двойният албумът „Eνθύμιον“ („Спомен“), който става седем пъти платинен. Сфакианакис обаче не остава да лежи на лаврите си и през ноември 1999 г. записва „A Herald“ – кратък албум от 5 песни, който незабавно става 5 пъти платинен.
През 1999 г. Нотис издава двоен албум с негови изпълнения на живо, озаглавен „XXX Enthumion live“. Този проект става 7 пъти платинен – абсолютен рекорд в гръцката музикална индустрия.
Нотис Сфакианакис е женен и има две деца – Аполон и Афродити.

## Дискография
- 1991 – „Πρωτη φορα“
- 1992 – „Εισαι ενα πιστολι“
- 1993 – „Νοτιοανατολικα του κοσμου“
- 1994 – „Με το ν και με το σ“
- 1996 – „5o βημα“
- 1997 – „Προ δια φημην“ (cd сингъл)
- 1997 – „Εμπεριων συλλεκτης“
- 1998 – „Οι νοτες εισαι 7 ψυχες“
- 1999 – „Προαγγελος“ (cd сингъл)
- 1999 – „XXX ενθυμιον“
- 1999 – Around „The world“ [cd сингъл]
- 2000 – „Πολυχρωμα και εντονα“
- 2001 – „Τελος ...διχος τελος“ [cd single]
- 2002 – „9/8 τα ζεΪμπεκικα του νοτη“
- 2002 – „Ανοιξις“ [cd single]
- 2002 – „Ας μιλησουν τα τραγουδια“
- 2003 – „10 με τονο“
- 2004 – „Με αγαπη οτι κανεις“
- 2005 – „Ana...genisis“
- 2007 – „Mnimes“

× 2011 – „21+4 Matomena Dakria“